# Jean Dauger
Pour les articles homonymes, voir Dauger.

a Compétitions nationales et continentales officielles uniquement.

b Matchs officiels uniquement.
Jean Dauger (dit Manech), né le 12 novembre 1919 à Cambo-les-Bains et mort le 23 octobre 1999 dans la même ville, est un joueur de rugby à XV international français et de rugby à XIII international français évoluant au poste de centre ou de demi d'ouverture dans les années 1930, 1940 et 1950.
Il est formé au sein du club de l'AS Bayonne avant que lui et ses frères aillent parfaire leur formation à l'Aviron bayonnais. Très vite titularisé à seulement dix-sept ans en équipe première disputant le Championnat de France de rugby à XV, il est cité comme l'un des plus grands espoirs du XV français. En août 1937, le club de rugby à XIII Roanne décide d'enrôler les deux frères, Jean et Robert Dauger, au sein d'un club de premier plan du Championnat de France de rugby à XIII. Jean Dauger change ainsi de code de rugby et très vite se révèle être incontournable en club, ainsi qu'en équipe de France qui en fait un titulaire. Lors de ses deux saisons à Roanne, Jean Dauger y remporte tout : la Coupe de France 1938, le Championnat de France 1939 et la Coupe d'Europe des nations 1939. La Seconde Guerre mondiale éclate alors et l'oblige à retourner dans sa région natale, jouant dans un premier temps avec Côte basque XIII en sa qualité de junior.
En 1941, le rugby à XIII est interdit et Jean Dauger désire rejouer pour l'Aviron bayonnais. Après quelques mois de suspension infligés par la Fédération française de rugby pour des raisons futiles, Dauger finit par rejouer au rugby à XV et remporte le Championnat de France 1943. Référence à son poste de centre, il est convoqué également en équipe de France à la sortie de la guerre mais ses participations provoquent des crises entre les fédérations d'outre-manche pour son passé treiziste, le contraignant à ne connaître que trois sélections.
Après sa carrière sportive, il devient journaliste à Paris-Presse et écrivain sportif au sujet du rugby avant d'intégrer le staff de l'équipe de France de rugby à XV aux côtés de Jean Desclaux en 1973. Après son décès, le « parc des sports Saint-Léon » est renommé Stade Jean-Dauger où se produit l'Aviron bayonnais à son hommage avec l'installation d'une statue à son effigie à l'entrée.

## Biographie

### Jeunesse et débuts au rugby à XV à Bayonne
Jean Dauger joue au rugby avec ses trois frères dès l'âge de 14 ans, sous le maillot de l'AS Bayonne. Ses deux parents sont cheminots de la Compagnie du Midi. Il rejoint l'Aviron bayonnais deux ans plus tard, et évolue dès sa première année à l'aile de l'équipe première.
Trois-quarts centre (l'un des tout meilleurs mondiaux à ce poste) de 1,87 m pour 87 kg, il est titulaire à Bayonne en 1936 à l'âge de 17 ans tout en travaillant localement au cadastre de Bayonne.

### 1937-1940: éclosion au rugby à XIII à Roanne et en équipe de France

#### 1937-1938: révélation et première saison réussie
En août 1937, à seulement dix-sept ans, lui et son frère Robert Dauger, alors vedette du club bayonnais au poste de demi d'ouverture, signent pour le grand club de rugby à XIII de Roanne du président Claudius Devernois, équipe de premier plan avec en son sein de nombreux anciens internationaux de rugby à XV tels Eugène Chaud, Max Rousié, Robert Samatan, Léopold Servole et Joseph Griffard. Parallèlement, Jean Dauger travaille à l'usine Devernois, n'appréciant guère les mœurs pseudo-amateurs du championnat de rugby à XV de l'époque. Ses premiers pas en rugby à XIII sont remarqués, devenant rapidement titulaire au centre, son frère à la charnière. Max Rousié déclare en novembre 1937 à son égard « qu'il n'a pas vu en France un centre de sa classe [...], certains affirmeront peut-être qu'à dix-huit ans on est trop jeune pour se produire en partie internationale, qu'il a du temps devant et peut patienter. Mais c'est là que j'attends les détracteurs. Dix-huit ans, c'est le bel âge pour le rugby, lorsqu'on est solidement constitué. C'est le cas de Dauger, ce fut le mien ! ». La presse sportive ne tarit pas d'éloge sur les performances de Dauger en Championnat tel le quotidien sportif de référence de l'époque, l'Auto, qui le juge « révélation de la saison » et appuie pour son intégration en équipe de France. Le sélectionneur de l'équipe de France décide donc de convoquer pour la première fois Dauger lors d'un match de sélection prenant le 19 décembre 1937 à Toulouse dans l'optique des deux rencontres contre l'Australie de janvier 1938. Dauger y est accompagné de ses coéquipiers de club Charles Lamarque, Rousié, Pouy, Chaud et Samatan. Finalement, une blessure contre Bordeaux l'empêche d'honorer cette première convocation. La sévère défaite du XIII de France le 2 janvier 1938 36-6 contre l'Australie amène Galia à revoir toute sa sélection pour le second Test-match et met de côté neuf titulaires pour ce dernier. Ainsi, cinq nouveaux joueurs débutent en équipe de France dont Jean Dauger aux côtés de Pierre Etchart, Cyprien Estoueigt, Marcel Nourrit et Antoine Blain. Placé au centre sur la feuille de match, Dauger permute avec Rousié et François Noguères pour le poste de demi d'ouverture. Malgré une défaite, certes honorable 11-16 devant un public venu nombreux au stade Vélodrome de Marseille où prirent place plus de 23 000 spectateurs, Jean Dauger provoque l'enthousiasme de la presse qui juge sa performance « parfaite » avec un sens du jeu développé et conclut par « Une étoile du rugby treize qui se lève, un jeune, enfin ! ». De ce match jusqu'à la Seconde Guerre mondiale, Jean Dauger dispute toutes les rencontres internationales de l'équipe de France.
Composition de la France :
Il revient en mars 1938 sur son choix d'avoir quitter le rugby à XV pour le rugby à XIII. Au-delà du milieu modeste dans lequel il a grandi et de l'aspect financier entre les deux codes de rugby, avec d'une part l'amateurisme marron en rugby à XV et le statut semi-professionnel obtenu à Roanne, Dauger clame être conquis par le rugby à XIII où on l'emploie plus, court plus, plaque plus et que les réflexes se travaillent davantage en rugby à XIII. Les dirigeants de Roanne, M. Devernois en tête, sont salués par la presse confirmant qu'ils apportent une nouvelle mentalité en offrant une situation sociale en marge du sport.
Composition de Roanne :
Au printemps 1938, il prend part aux deux rencontres internationales comptant pour la Coupe d'Europe des nations 1938 au poste de demi d'ouverture. Ces deux rencontres se soldent par des défaites, où lors de la première, la France est battue de justesse par l'Angleterre 17-15, mais lors de la seconde contre le pays de Galles, Dauger fut moins inspiré à l'image de son équipe battu 18-2 par de solides Gallois. Avec Roanne, la fin de saison s'annonce haletante puisque le club finit second de la saison régulière du Championnat et donc qualifié pour la phase finale et en Coupe de France, Roanne poursuit un sans-faute en disposant de Bègles, Toulouse Olympique XIII et le XIII Catalan pour se qualifier en finale. Toutefois alors en route pour un doublé Championnat-Coupe, Roanne cale en demi-finale contre Villeneuve-sur-Lot 3-2 à Bordeaux en Championnat. Dauger réalise une performance de haut-niveau mais ses percées n'obtiennent pas le soutien désiré et aucun essai n'est marqué côté roannais. En finale de la Coupe de France, la semaine suivante, Roanne est opposé au même adversaire qui l'a éliminé en Championnat pour un remake. Roanne tient sa revanche de manière éclatante en battant 36-12 Villeneuve le 8 mai 1938 au stade des Minimes à Toulouse devant plus de 10 000 spectateurs, Dauger aux côtés de Samatan, Rousié, Griffard et Joseph Carrère amorcent des attaques décisives et s'illustrent avec huit essais marqués. Il s'agit du premier titre de Dauger à seulement dix-huit ans, remporté aux côtés de son frère Robert.

#### 1938-1939: champion d'Europe des nations et champion de France

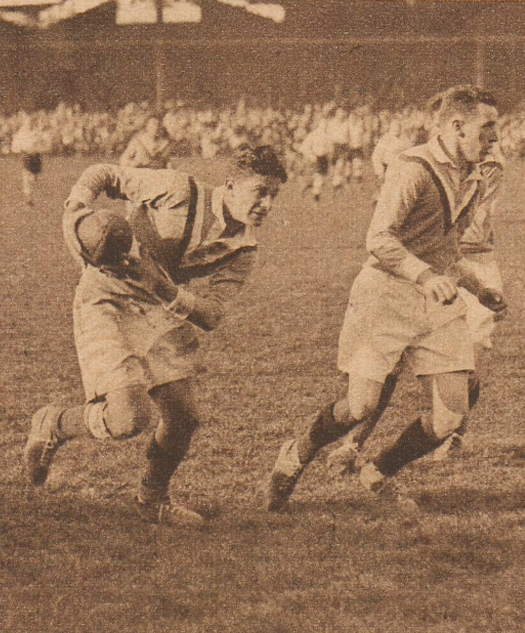
Jean Dauger sous le maillot de l'équipe de France avec sur sa gauche Alexandre Salat.

Il commence la saison 1938-1939 au sein d'une équipe rajeunie de Roanne qui se montre rapidement comme le grand favori au titre. Dauger, jouant alternativement demi d'ouverture ou centre, constitue avec Rousié, Jean Bellan, Charles Lamarque et Gabriel Clément une redoutable ligne d'attaquants à laquelle les adversaires ne trouvent pas de solution, ajouté aux arrivées des Basques René Arotça et Jean Ladeuich. Roanne survole rapidement le Championnat de France. Parallèlement, l'équipe de France ne dispute que deux rencontres cette saison là dans le cadre de la Coupe d'Europe des nations 1939 où les places sont chères. La révélation Dauger est en concurrence avec le nouveau venu en rugby à XIII Joseph Desclaux qui officie à Bordeaux XIII que cela soit sur le poste de centre ou de demi d'ouverture qui en janvier 1939 fut pourtant impressionné par Dauger qu'il affronte. Début février 1939, lors de la première convocation des sélectionnés dans le cadre d'un match de sélection, Dauger est placé avec Rousié dans l'équipe de France contre le Reste de la France comprenant Desclaux. La rencontre tourne à l'avantage du XIII de France et Jean Dauger y est considéré à son issue comme le plus brillant attaquant des trente hommes réunis par la Ligue de rugby à XIII. Cette dernière confirme que le trio offensif privilégié pour affronter l'Angleterre est composé de Desclaux à l'arrière avec les centres Rousié et Dauger. Finalement, le choix de la composition de l'équipe de France comprend Dauger, âgé alors de dix-neuf ans, au poste périlleux mais clé de l’orientation du jeu offensif de demi d'ouverture accompagné de Pierre Brinsolles à la charnière, Desclaux et François Noguères au centre et Rousié à l'arrière. Dauger préfère jouer au centre comme c'est le cas en Championnat avec Roanne considérant le poste d'ouverture comme « très ingrat » et regrette de ne pas évoluer avec à ses côtés Rousié placé quant à lui à l'arrière. Côté anglais, le demi d'ouverture présente la même précocité que Dauger, Frank Tracey de St Helens.
Composition du XIII de France :
Cette rencontre, disputée le 25 février 1939, face à l'Angleterre dont les pronostics étaient en faveur des Anglais se décompose en deux phases. Après une première mi-temps avec un avantage des Anglais au score 6-3, on opère à la mi-temps un changement de poste dans les lignes arrières en décidant de remettre les hommes aux places qu'ils occupent en club, ainsi Desclaux échange son poste de centre à Dauger, et Noguères prenait le poste d'arrière à Rousié. Ainsi, la France, mal embarquée dans cette rencontre, retourne la situation et inscrit trois essais dont un de Dauger qualifié de « grande classe » en feintant une passe à l'aile pour marquer l'essai. Il termine la rencontre debout malgré une entorse. Cette victoire en terre anglaise, la première d'une sélection nationale, trouve un gros écho en Angleterre et les clubs anglais dont le joueur Dauger a fait la plus forte impression souhaitent lui faire des propositions auxquelles Dauger répond avoir été touché par ces déclarations et réaffirme sa volonté de rester fidèle à Roanne. Le retentissement de ce succès en France est également médiatique avec des Unes de l'Auto les jours suivants de la victoire et un accueil dans les salons du journal. Jean Dauger est avec Rousié reçoivent également une ovation au Palais des Sports, théâtre de combats de catch et sont présentés comme les héros du match.
Bien que dominant le Championnat de France, Roanne perd son titre de Coupe de France dès son entrée en lice en subissant une défaite 15-3 contre le Toulouse olympique XIII début avril, équipe qu'elle bat la semaine suivante en Championnat en prenant sa revanche. Dauger est logiquement sélectionné pour la second rencontre de la Coupe d'Europe contre le Pays de Galles disputée à Bordeaux, avec cette fois-ci la reconduite de l'équipe victorieuse des Anglais aux postes qu'occupent les joueurs en club, par conséquent Dauger commence bien la rencontre au centre avec Rousié tandis que Desclaux est à l'ouverture et Noguères à l'arrière. Dauger est l'un des cinq artisans du succès lors de ce second match victorieux, 16-10, étant cités avec Henri Gibert, Desclaux, Rousié et Noguères, face à des Gallois dépassés par la vitesse du XIII de France.
Auréolé de ce titre de Championnat d'Europe des nations, Jean Dauger avec Roanne aborde la fin de saison avec détermination pour s'offrir le titre de Championnat de France. Roanne termine en tête de la saison régulière en ne comptant que trois défaites depuis octobre 1938. Roanne affronte en demi-finales Bordeaux et Dauger y est l'homme du match en marquant trois essais grâce à des crochets et sa vitesse, laissant ses adversaires au loin. Roanne s'impose 24-8. La finale du Championnat se joue au Stade municipal de Bordeaux devant 19 100 spectateurs. Cette finale est fermée, en raison notamment des conditions climatiques. Alors que Roanne mène 4-0 à la suite de deux pénalités, l'homme du match Clément lance Robert Dauger qui transmet en pleine vitesse le ballon à son frère Jean Dauger qui marque un essai en coin transformé par Rousié, Roanne remporte la finale 9-0. Jean Dauger est salué par toute la presse et a remporté en deux saisons tous les titres possibles - Championnat de France, Coupe de France et Coupe d'Europe des nations.
Composition de Roanne XIII :
Roanne reprend l'entraînement fin août et prépare la saison 1939-1940 avec la même ambition de rester au sommet, son frère Robert rejoint pour sa part le Celtic de Paris, mais la Seconde Guerre mondiale éclate. Le Championnat de France est amputé de ses meilleurs éléments partis sous les drapeaux et Jean Dauger retourne au pays basque en s'enrôlant pour le club de Côte basque XIII. En décembre 1939, il est enrôlé dans les formations d'infanterie avec Bellan et joue ponctuellement dans un Championnat qui désormais ne dispute plus que des juniors. Il prend part à la qualification de Côte basque en finale de la Coupe de France, finale qui se sera jamais disputée en raison de la guerre. Egalement, une politique visant à interdire le rugby à XIII est en cours de préparation au sein du gouvernement de Vichy avec l'appui de dirigeants de rugby à XV.

### 1941: retour au rugby à XV
Finalement, en janvier 1941, Jean Dauger annonce son retour à l'aviron bayonnais et donc en rugby à XV mais se voit infliger dans le même temps par la Fédération française de rugby à XV une suspension d'un an à la suite de sollicitations de divers clubs de la zone occupée, puis d'avoir voulu signer pour l'AS Côte basque.. « Ce retour de sa grande étoile passée » permet au club basque de remporter le championnat de France en 1943, aux dépens d'Agen.

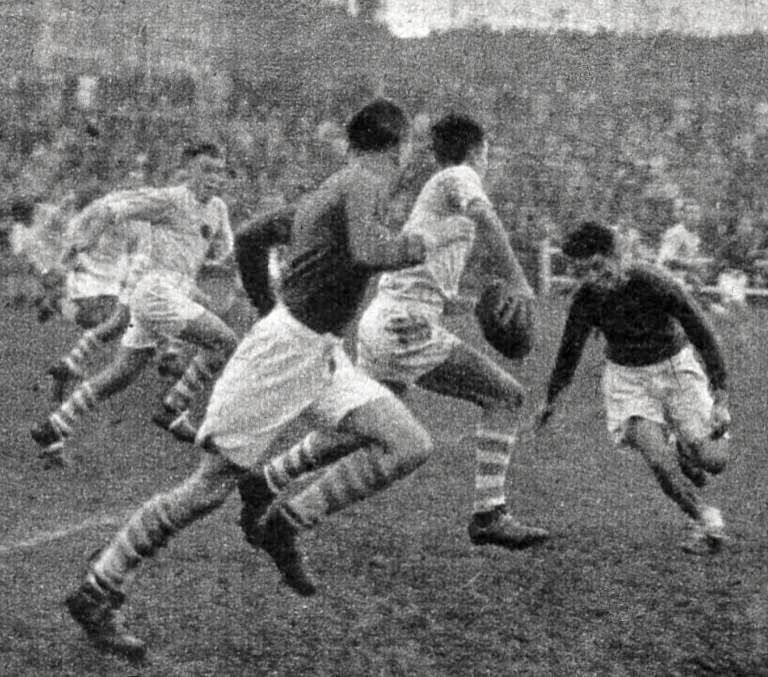
Jean Dauger, trois-quart centre en possession du ballon pour l'Aviron bayonnais, face au RCF au stade Jean Bouin (octobre 1942).

En deux ans, il dispute ainsi deux finales du championnat de France, étant sacré en 1943 avant de s'y incliner en 1944.
Ses deux sélections de 1945 en équipe de France de rugby à XV (le 1er janvier 1945 face à l’Army Rugby Union (salué par Jacques Chaban-Delmas qui figure avec lui dans la sélection suivante face à l’Empire britannique le 28 avril 1945), provoquent une très grave crise avec les fédérations d'outre-manche, d'où une éclipse de huit ans. Sa dernière sélection du 10 janvier 1953, entraîne aussi une nouvelle crise avec la fédération écossaise.
Il continue à jouer pour l'Aviron bayonnais jusqu'en 1956.
Il devient par la suite journaliste à Paris-Presse et publie un livre consacré au rugby : Histoires... de rugby, aux éditions Calmann-Lévy en 1965, réédité en 1967, préfacé par Jean Prat, ainsi que Le Rugby en dix leçons.
En 1973, il est le co-sélectionneur de l'équipe de France à XV, avec Jean Desclaux.
Le 3 juin 2001, le parc des sports Saint-Léon devient le stade Jean-Dauger à Bayonne.

## Palmarès

### Rugby à XV
- Collectif :
  - Vainqueur du championnat de France : 1943 (Aviron bayonnais).
  - Finaliste du championnat de France : 1944 (Aviron bayonnais).
  - Finaliste de la Coupe nationale : 1944 (Béarn)[33].

#### Détails en sélection
- International (3 sélections)[34] :
  - 1 match lors du Tournoi des Cinq Nations 1953

### Rugby à XIII
- Collectif :
  - Vainqueur du Coupe d'Europe des nations : 1939 (France).
  - Vainqueur du Championnat de France : 1939 (Roanne).
  - Vainqueur de la Coupe de France : 1938 (Roanne).
  - Finaliste de la Coupe de France : 1940[35] (Côte basque).

#### Détails en sélection
| Matchs internationaux de Jean Dauger en rugby à XIII | Matchs internationaux de Jean Dauger en rugby à XIII | Matchs internationaux de Jean Dauger en rugby à XIII | Matchs internationaux de Jean Dauger en rugby à XIII | Matchs internationaux de Jean Dauger en rugby à XIII | Matchs internationaux de Jean Dauger en rugby à XIII | Matchs internationaux de Jean Dauger en rugby à XIII | Matchs internationaux de Jean Dauger en rugby à XIII | Matchs internationaux de Jean Dauger en rugby à XIII | Matchs internationaux de Jean Dauger en rugby à XIII | Matchs internationaux de Jean Dauger en rugby à XIII | Matchs internationaux de Jean Dauger en rugby à XIII |
|                                                      | Date                                                 | Adversaire                                           | Résultat                                             | Compétition                                          | Poste                                                | Points                                               | Essais                                               | Pen.                                                 | Drops                                                |                                                      |                                                      |
| ---------------------------------------------------- | ---------------------------------------------------- | ---------------------------------------------------- | ---------------------------------------------------- | ---------------------------------------------------- | ---------------------------------------------------- | ---------------------------------------------------- | ---------------------------------------------------- | ---------------------------------------------------- | ---------------------------------------------------- | ---------------------------------------------------- | ---------------------------------------------------- |
| sous les couleurs de la France                       |                                                      |                                                      |                                                      |                                                      |                                                      |                                                      |                                                      |                                                      |                                                      |                                                      |                                                      |
| 1                                                    | 16 janvier 1938                                      | Australie                                            | 11-16                                                | Test match                                           | Demi d'ouverture                                     | -                                                    | -                                                    | -                                                    | -                                                    |                                                      |                                                      |
| 2                                                    | 20 mars 1938                                         | Angleterre                                           | 15-17                                                | Coupe d'Europe                                       | Demi d'ouverture                                     | -                                                    | -                                                    | -                                                    | -                                                    |                                                      |                                                      |
| 3                                                    | 2 avril 1938                                         | Pays de Galles                                       | 2-18                                                 | Coupe d'Europe                                       | Demi d'ouverture                                     | -                                                    | -                                                    | -                                                    | -                                                    |                                                      |                                                      |
| 4                                                    | 25 février 1939                                      | Angleterre                                           | 12-9                                                 | Coupe d'Europe                                       | Demi d'ouverture                                     | 3                                                    | 1                                                    | -                                                    | -                                                    |                                                      |                                                      |
| 5                                                    | 16 avril 1939                                        | Pays de Galles                                       | 16-10                                                | Coupe d'Europe                                       | Centre                                               | -                                                    | -                                                    | -                                                    | -                                                    |                                                      |                                                      |

#### Statistiques
| Saison    | Saison           | Championnat           | Championnat | Championnat | Championnat | Championnat | Championnat | Championnat | Coupe           | Coupe      | Coupe | Coupe | Coupe | Coupe | Coupe | Sélection | Sélection | Sélection | Sélection | Sélection | Sélection | Sélection |
| Saison    | Saison           | Comp.                 | Class.      | M           | Pts         | Ess.        | Buts        | Dp.         | Comp.           | Class.     | M     | Pts   | Ess.  | Buts  | Dp.   | Comp.     | M         | Pts       | Ess.      | Buts      | Dp.       |           |
| --------- | ---------------- | --------------------- | ----------- | ----------- | ----------- | ----------- | ----------- | ----------- | --------------- | ---------- | ----- | ----- | ----- | ----- | ----- | --------- | --------- | --------- | --------- | --------- | --------- | --------- |
| 1937-1938 | Roanne XIII      | Championnat de France | Finaliste   | ?           | -           | -           | -           | -           | Coupe de France | Vainqueur  | ?     | -     | -     | -     | -     | CE        | 3         | 0         | 0         | 0         | 0         |           |
| 1938-1939 | Roanne XIII      | Championnat de France | Vainqueur   | ?           | -           | -           | -           | -           | Coupe de France | 1/4 finale | ?     | -     | -     | -     | -     | CE        | 2         | 3         | 1         | 0         | 0         |           |
| 1939-1940 | Côte basque XIII | Championnat de France | 5e          | ?           | -           | -           | -           | -           | Coupe de France | Finaliste  | ?     | -     | -     | -     | -     |           |           |           |           |           |           |           |